# Бельский, Анатолий Иванович
Анатолий Иванович Бельский (2 мая 1961, Каратау, Казахская ССР, СССР) — советский и казахстанский футболист; тренер.
Практически всю карьеру провёл в команде города Тараз (Джамбул). В 1979—1991 годах в составе «Химика» во второй лиге СССР провёл 412 матчей, забил 109 голов. В чемпионате Казахстана в 1992—1993 годах за «Фосфор»/«Тараз» в 50 матчах забил 9 мячей. Во первой половине сезона-82 в составе «Кайрата» в высшей союзной лиге сыграл 12 матчей, забил один мяч — 27 июля в домашней игре против «Зенита» (2:3) открыл счёт.
Работал тренером в различных казахстанских клубах.